# Lepturges dorotheae
Lepturges dorotheae là một loài bọ cánh cứng trong họ Cerambycidae.